# Michael Bates
Michael Bates (Jhansi, 4 dicembre 1920 – Cambridge, 11 gennaio 1978) è stato un attore britannico.

## Biografia
Figlio di un funzionario civile anglo-indiano, nacque a Jhansi, una città all'epoca appartenente all'India britannica, ma ora solo indiana. Membro della Royal Shakespeare Company dal 1948 al 1953, iniziò la sua carriera cinematografica nel 1951 e continuò fino al 1977, poco prima della sua morte, sopraggiunta nel 1978, all'età di 57 anni, per un cancro. Tra i ruoli da lui interpretati, da ricordare quello del capo-guardia in Arancia meccanica (1971) di Stanley Kubrick, in un'evidente parodia di Adolf Hitler, del generale Bernard Law Montgomery in Patton, generale d'acciaio (1970) e del sergente Spearman in Frenzy (1972).

## Filmografia parziale
- Dunkerque (Dunkirk), regia di Leslie Norman (1958)
- Nudi alla meta (I'm All Right Jack), regia di John Boulting (1959)
- Il mio amico il diavolo (Bedazzled), regia di Stanley Donen (1967)
- Girando intorno al cespuglio di more (Here We Go Round the Mulberry Bush), regia di Clive Donner (1968)
- Trafficanti del piacere (Hammerhead), regia di David Miller (1968)
- Non alzare il ponte, abbassa il fiume (Don't Raise the Bridge, Lower the River), regia di Jerry Paris (1968)
- Sale e pepe: super spie hippy (Salt and Pepper), regia di Richard Donner (1968)
- Oh, che bella guerra! (Oh! What a Lovely War), regia di Richard Attenborough (1969)
- I lunghi giorni delle aquile (Battle of Britain), regia di Guy Hamilton (1969)
- Patton, generale d'acciaio (Patton), regia di Franklin J. Schaffner (1970)
- Ogni uomo dovrebbe averne due (Every Home Should Have One), regia di Jim Clark (1970)
- Arancia meccanica (A Clockwork Orange), regia di Stanley Kubrick (1971)
- Frenzy, regia di Alfred Hitchcock (1972)
- Niente sesso, siamo inglesi (No Sex Please: We're British), regia di Cliff Owen (1973)
- Le piccanti avventure di Tom Jones (The Bawdy Adventures of Tom Jones), regia di Cliff Owen (1976)

## Doppiatori italiani
- Sergio Tedesco in Patton, generale d'acciaio
- Mario Maranzana in Arancia meccanica
- Bruno Persa in Frenzy